# Team Jorge
Team Jorge es el nombre que se le da a un equipo de contratistas israelíes especializados en el uso de actividades cibernéticas malignas que incluyen piratería, hackeo y campañas de desinformación en las redes sociales dirigidas por bots para manipular los resultados de las elecciones.
El grupo fue expuesto en febrero de 2023 por un consorcio de periodistas de investigación del Proyecto de Reporteo sobre Crimen Organizado y Corrupción (OCCRP siglas en inglés para Organised Crime and Corruption Reporting Project) y liderado por Le Monde, Der Spiegel y El País. La organización lleva dos décadas activa y se jacta de haber manipulado más de 30 elecciones en África, Latinoamérica, Europa y Estados Unidos.
Sus actividades fueron reveladas después de que una operación  de tres periodistas encubiertos que se hicieron pasar por posibles clientes filmaron interacciones con Tal Hanan, el líder del grupo y exagente de las fuerzas especiales israelíes, en Tel Aviv en 2022 en las que explicó el funcionamiento interno de la organización. El apodo de Tal Hanan en el grupo es "Jorge", de ahí el nombre.

## Antecedentes
Se alega que la organización ha existido durante más de dos décadas y ha estado involucrada en actividades de propaganda y desinformación en más de 30 países. Según el líder del grupo, Tal Hanan, sus servicios están disponibles para las agencias de inteligencia gubernamentales, campañas políticas y empresas privadas que deseen manipular de forma encubierta la opinión pública.
Una de las principales herramientas de la organización es un paquete de software llamado Advanced Impact Media Solutions, o Aims. A través de este software, es posible controlar miles de perfiles de redes sociales falsos en sitios web como Twitter, LinkedIn, Facebook, Telegram y otros. Varios de estos perfiles también tienen cuentas de Amazon y Airbnb, junto con tarjetas de crédito y billeteras bitcoin. El grupo también emplea técnicas de piratería para forzar cuentas de posibles víctimas.
Se dice que el grupo tiene seis oficinas en todo el mundo, con su sede ubicada en Modi'in-Maccabim-Re'ut, una ciudad a 35 kilómetros (22 millas) al sureste de Tel Aviv. Entre las personas que trabajan para esta organización se encuentra el hermano de Tal Hanan, Zohar Hanan (conocido bajo el alias Nick), descrito como el director ejecutivo del grupo.

## Investigación y exposición
Las actividades del equipo Jorge se revelaron después de que una operación encubierta de tres periodistas encubiertos que se hacían pasar por posibles clientes filmaron interacciones con Tal Hanan, el líder del grupo y exagente de las fuerzas especiales israelíes, en Tel Aviv en 2022 en las que explicó el funcionamiento interno de la organización. En las conversaciones filtradas, Tal Hanan se jactó de haber interferido en 33 campañas a nivel presidencial, 27 de las cuales con resultados positivos para la facción que los contrató.
Hanan se atribuyó la responsabilidad de un ataque cibernético de 2019 contra el comité electoral central de Indonesia que hizo parecer que provenía de China por razones políticas. Los medios de comunicación, incluido Bloomberg, informaron sobre el ataque en marzo de 2019, señalando el probable origen "chino-ruso" de la interferencia, mientras que una investigación de The Guardian señaló que era más probable que fuera obra de otros piratas informáticos que dejaron un rastro falso.
También afirmó que Team Jorge interfirió en el referéndum de independencia catalán de 2014, pirateó los correos electrónicos del jefe de gabinete de Trinidad y Tobago y filtró un documento para causar una crisis política, pasó información falsa a un periodista de ABC para influir en las elecciones presidenciales de Venezuela de 2012 contra el expresidente Hugo Chávez, realizó una campaña en 2022 afirmando que el Frente Polisario tiene vínculos con Hezbolá e Irán, y otra campaña en 2022 difamando a Ali bin Fetais Al-Marri, el enviado de la ONU para combatir la corrupción.
La investigación más amplia involucró a periodistas de un total de 30 medios, coordinados por Forbidden Stories, e incluyó a The Guardian, Der Spiegel, Die Zeit, Le Monde,  Proyecto de Reporteo sobre Crimen Organizado y Corrupción (OCCRP), El País y otros medios de comunicación en Francia, Alemania, Indonesia, Israel, Kenia, España, Tanzania y los Estados Unidos.
Los correos electrónicos filtrados a The Guardian muestran que Team Jorge estuvo en contacto con Cambridge Analytica en 2015 y 2017 por campañas políticas en África y América del Sur. En 2022, durante la reunión con los periodistas encubiertos, Tal Hanan demostró que pudo piratear las cuentas de Dennis Itumbi, un estratega digital para William Ruto durante las elecciones generales de Kenia de ese año, pero la actividad finalmente no logró afectar el resultado de la elección. Posteriormente, Itumbi confirmó a The Star que su cuenta de Telegram había sido infiltrada y que notó un "aumento de la actividad" en el período previo a las elecciones.
Los documentos filtrados revelaron que Team Jorge, junto con Cambridge Analytica, trabajó para manipular las elecciones generales de Nigeria de 2015.

## Reacciones
Le Monde descubrió que Team Jorge creó varios segmentos que Rachid M'Barki, un presentador de televisión francés para BFM TV, transmite sin la aprobación del editor, posiblemente en nombre de gobiernos extranjeros. Fue suspendido en enero de 2023 en medio de la investigación de equipos internacionales de reportajes de investigación. Un miembro de Team Jorge sugirió a los reporteros encubiertos que el grupo estaba detrás de un informe de noticias de BFM TV que discutía el efecto de las sanciones contra los oligarcas rusos en la industria de yates de lujo de Mónaco.
El 16 de febrero, el Partido del Congreso de la India exigió una investigación sobre la posible participación o interferencia del Team Jorge en las elecciones indias. El portavoz del Congreso, Pawan Khera, y el ex periodista y ahora jefe de redes sociales del Congreso, Supriya Shrinate, vincularon las revelaciones sobre una posible interferencia en India con un patrón más amplio de desinformación en línea y abuso democrático y electoral en el país.